# Karol Rojna
Karol Rojna (ur. 21 grudnia 1914 roku w Szamotułach w województwie poznańskim, zm. w 1994 roku w Muszynie) – porucznik rezerwy, pseudonim "Piast".

## Życiorys
Ojcem Karola Rojny był Stanisław, listonosz, powstaniec wielkopolski z 1918 roku, matka Konstancja z domu Krzywdzińska, córka Jana Krzywdzińskiego, kowala, powstańca z 1863 roku. Szkołę podstawową ukończył w Szamotułach. Maturę zdał w 1936 roku w Szkole Handlowej Tadeusza Płockiego w Sosnowcu. W latach 1937–1938 odbył czynną służbę wojskową w 58 Pułku Piechoty, skąd został przeniesiony do Straży Granicznej w Muszynie. Na tym terenie został do wybuchu II wojny światowej, a następnie wraz z Obroną Narodową wycofał się na wschód Polski. Po rozbiciu jednostek unikając niewoli przedostał się do Muszyny. W Muszynie zawarł związek małżeński z Janiną Drużgalską, córką Wojciecha i Wiktorii z domu Misaczek.

## Okres okupacji
Od stycznia 1940 roku do 20 stycznia 1945 roku należał do ZWZ jako szef kompanii dywersyjnej AK 3.P.S.P. III Batalion-Ropa pow. Gorlice. Za udział w walkach partyzanckich otrzymał odznaczenia: Krzyż Kawalerski Orderu Odrodzenia Polski, Srebrny Krzyże Zasługi, Brązowy Krzyż Zasługi z Mieczami, Krzyż Partyzancki, Medal Zwycięstwa i Wolności, Medal Komisji Edukacji Narodowej, Odznaka 1000-lecia Państwa Polskiego, Zasłużony Działacz Kultury, Zasłużony Działacz Kultury Fizycznej, Medalem Janka Krasickiego, Złota Odznaka "Za Zasługi dla Ziemi Sądeckiej, Krzyżem "Za Zasługi dla ZHP", Złota Odznaka Zasłużony dla Ziemi Krakowskiej, Medal „Opiekun Miejsc Pamięci Narodowej”, Złota Odznaka PTTK.

## Działalność pedagogiczna
W czerwcu 1945 roku podjął pracę jako nauczyciel niewykwalifikowany w miejscowym gimnazjum i liceum oraz w publicznej Średniej Szkole Zawodowej. 3 listopada 1945 roku zostaje zweryfikowany za okres okupacji. Od 1946 roku pracuje równocześnie w Liceum i Gimnazjum oraz w Zasadniczej Szkole Metalowo-Drzewnej w Krynicy. W szkole tej w 1956 roku otrzymał mianowanie na nauczyciela. 23 stycznia 1950 roku podejmuje również pracę w Szkole Ogólnokształcącej Stopnia Licealnego w Muszynie oraz prowadzi dodatkowe zajęcia przez okres trzech lat w Technikum Gastronomicznym w Krynicy. W 1952 roku ukończył kurs Wychowania Fizycznego III stopnia w Warszawie, a w 1953 roku złożył egzamin na Akademii Wychowania Fizycznego w Warszawie i uzyskał dyplom nauczyciela szkół średnich i zakładów kształcenia nauczycieli. W sierpniu 1953 roku uzyskał dyplom specjalistyczny do nauczania w szkołach zawodowych. W latach 1962–1964 ukończył
Studium Nauczycielskie w Nowym Sączu-Wydział Wieczorowy dla Pracujących o kierunku wychowanie plastyczne i zajęcia techniczne. Od 1962 roku pracuje równocześnie w Szkole Zawodowej gdzie pełnił obowiązki zastępcy dyrektora oraz w Szkole Podstawowej nr 2 w Krynicy, gdzie pełnił przez okres 3 lat obowiązki zastępcy dyrektora, a następnie od 1970 roku dyrektora. Rozbudował szkołę o dodatkowych 5 klas lekcyjnych, które uroczyście otwarto 1 września 1971 roku.

## Działalność społeczna
Od 1945 roku był korespondentem, a następnie przedstawicielem redakcji "Dziennika Polskiego", "Szkoły Zawodowej", "Sportu", "Przegląd Sportowy" oraz, "Głos Nauczycielski".15 marca 1948 roku z jego inicjatywy powstało Koło ZBOWiD w Muszynie. Dalszym jego działaniem było zaprojektowanie obelisku "Bohaterom Miasta Muszyny Poległym i Pomordowanym w latach 1939 – 1945. Jego otwarcie odbyło się 22 lipca 1957 roku. W 1974 roku na cmentarzu w Muszynie powstał pomnik ku czci poległych i pomordowanych Muszynian. Przez 10 lat pełnił obowiązki kierownika Polskiego Towarzystwa Schronisk Młodzieżowych oraz Obozów Zimowych dla młodzieży w Krynicy. W 1956 roku założył Polskie Towarzystwo Turystyczno-Krajoznawcze w Muszynie. W sierpniu 1958 roku założył Muzeum Pamiątek Regionalnych z siedzibą w Dworku Starostów. Po roku przeniesiono Muzeum Pamiątek Regionalnych do zabytkowej Karczmy u podnóża Góry Zamkowej. W 1958 roku opracował informator turystyczny "Muszyna Zdrój". W 1962 roku małżeństwo Wanda i Mikołaj Wroczyńscy przekazali Karolowi Rojnie rękopis genezy powstania "Domu Zdrowia" Związku Ociemniałych Żołnierzy R.P. w Muszynie. W 1965 roku wziął udział wraz z młodzieżą szkolną Koła PTTK w Ogólnopolskim Konkursie " Niech pamięć o nich nie zaginie" organizowanym przez Ministerstwo Oświaty w Warszawie. Zajęcie II miejsca doprowadziło do odsłonięcia pomnika ku czci miejscowego bohatera Antoniego Kity. Był także założycielem oraz do 1980 roku prezesem Koła, Związek Bojowników o Wolność i Demokrację oraz Muzeum Pamięci Narodowej Środowiskowa Izba Pamięci " Narodowej Tradycji i Współczesności". Otwarcie muzeum odbyło się 5 października 1978 roku. Założyciel i pierwszy prezes od 1983 roku koła Towarzystwo Przyjaciół Sztuk Pięknych w Muszynie.